# Влача
Влача (словац. Vlača) — село в Словаччині, Врановському окрузі Пряшівського краю. Розташоване в східній частині Словаччини в південній частині Низьких Бескидів в долині Топлі.
Уперше згадується у 1349 році. 
У селі є греко-католицька церква Покрови Пресвятої Богородиці (1908) з рештками старішої з 1781 (1681) року.

## Населення
| Рік:            | 1993 | 2003    | 2013    | 2023    |
| --------------- | ---- | ------- | ------- | ------- |
| Кількість осіб: | 225  | 239     | 233     | 213     |
| Різниця:        |      | +6,22 % | -2,51 % | -8,58 % |

| Рік:            | 2022 | 2023    |
| --------------- | ---- | ------- |
| Кількість осіб: | 215  | 213     |
| Різниця:        |      | -0,93 % |

У селі проживає 232 особи.
Національний склад населення (за даними перепису 2001 року):
- словаки — 99,58 %,
- русини — 0,42 %.

Склад населення за приналежністю до релігії станом на 2001 рік:
- греко-католики — 43,33 %,
- римо-католики — 35,00 %,
- протестанти — 17,92 %,
- православні — 0,83 %,
- не вважають себе вірянами або не належать до жодної вищезгаданої конфесії — 2,92 %.